# جيسيكا أدير
جيسيكا أدير (بالإنجليزية: Jessica Adair)‏ مواليد 19 ديسمبر 1986 في واشنطن العاصمة، هي لاعبة كرة سلة أمريكية. بدأت مسيرتها الاحترافية في سنة 2010. تم اختيارها من قبل فريق فينيكس ميركوري خلال الدرافت. تلعب في دوري الاتحاد الوطني لكرة السلة النسائية كلاعب وسط. وتحمل الرقم 1. فازت بلقب دوري المحترفات. لعبت مع مينيسوتا لينكس وسامسون.

## إحصائيات المسيرة

### الموسم الاعتيادي
| السنة   | الفريق         | لعب | بدأ | دقيقة | ميداني% | ثلاثية | حرة  | ارتداد | صنع | استلاب | تصدي | نقطة |
| ------- | -------------- | --- | --- | ----- | ------- | ------ | ---- | ------ | --- | ------ | ---- | ---- |
| 2010    | مينيسوتا لينكس | 1   | 0   | 14.0  | 1.000   | .000   | .750 | 8.0    | 0.0 | 0.0    | 0.0  | 5.0  |
| 2011    | مينيسوتا لينكس | 31  | 1   | 10.4  | .485    | .000   | .653 | 2.9    | 0.3 | 0.3    | 0.6  | 4.3  |
| المسيرة |                | 32  | 1   | 10.4  | .490    | .000   | .660 | 3.1    | 0.3 | 0.2    | 0.6  | 4.3  |

### الأدوار الإقصائية
| السنة   | الفريق         | لعب | بدأ | دقيقة | ميداني% | ثلاثية | حرة   | ارتداد | صنع | استلاب | تصدي | نقطة |
| ------- | -------------- | --- | --- | ----- | ------- | ------ | ----- | ------ | --- | ------ | ---- | ---- |
| 2011    | مينيسوتا لينكس | 8   | 0   | 12.3  | .469    | –      | 0.667 | 3.6    | 0.3 | 0.6    | 0.6  | 5.8  |
| المسيرة |                | 8   | 0   | 12.3  | .469    | –      | 0.667 | 3.6    | 0.3 | 0.6    | 0.6  | 5.8  |

## روابط خارجية
- جيسيكا أدير على موقع الاتحاد الوطني لكرة السلة النسائية (الإنجليزية)
- جيسيكا أدير على موقع كرة السلة الأوروبية.كوم (الإنجليزية)
- جيسيكا أدير على موقع كلية كرة السلة في سبورتس رفرنس.كوم (الإنجليزية)
- جيسيكا أدير على موقع بروبوليرز (الإنجليزية)
- جيسيكا أدير على موقع سبورتس رفرنس (الإنجليزية)